# The Elder Scrolls II: Daggerfall
The Elder Scrolls II: Daggerfall é um jogo eletrônico de RPG de ação desenvolvido e publicado pela Bethesda Softworks e lançado em 1996 para o MS-DOS. É a continuação de The Elder Scrolls: Arena, pertencente à série The Elder Scrolls. É o primeiro jogo da série a ser avaliado.
A partir de julho de 2009 o jogo passou a ser distribuído de forma gratuita no site da Bethesda Softworks em comemoração ao 15º aniversário de lançamento de The Elder Scrolls.

## Jogabilidade
Em Daggerfall, como em todos jogos The Elder Scrolls, os jogadores não são obrigados a seguir questlines ou preencher arquétipos de personagens específicos. O jogador se encontra em um ambiente de mundo aberto, onde pode explorar diversos cenários, conhecer inúmeros personagens e viver centenas de aventuras.
O jogo possui um sistema de criação de feitiços, onde por meio da Aliança dos Magos, os jogadores podem criar feitiços personalizados com vários efeitos diferentes. O jogo irá gerar automaticamente o custo de mana da  magia com base na potência dos efeitos escolhidos.
Outras características incluem um sistema de equipamentos de encantamento (similar em conceito ao sistema de criação de magia), a capacidade para comprar casas e navios, com uma variedade de roupas e equipamentos; relações políticas dinâmicas entre reinos, a capacidade de se tornar um vampiro, lobisomem, ou wereboar e do sistema de combate, que usa o movimento do mouse para determinar a direção e o efeito de mudanças de armas em combate corpo a corpo.
O sistema político é apoiado por uma rede de alianças, ordens e religiões, todos com tarefas exclusivas e quests. Juntando e contribuindo para estas organizações permitem que o jogador ganhar uma reputação no mundo do jogo, o que afeta a forma como NPCs e outras facções verão o jogador.